# Zgromadzenie Narodowe (Nigeria)
Zgromadzenie Narodowe (ang. National Assembly) – bikameralny parlament federalny Nigerii, złożony z Izby Reprezentantów i Senatu. Obie izby wybierane są na czteroletnie kadencje.
Izba Reprezentantów liczy 360 członków. W skład izby wyższej wchodzi 109 senatorów. Obie izby wybierane są jednomandatowych okręgach wyborczych, z zastosowaniem ordynacji większościowej. Zasadnicza różnica między izbami polega na odmiennym sposobie rozdziału mandatów między poszczególne stany Nigerii. W Izbie Reprezentantów liczebność delegacji stanu jest proporcjonalna do jego ludności. Z kolei w Senacie każdy stan ma trzech przedstawicieli, niezależnie od swojej wielkości. Dodatkowo jeden senator wybierany jest w okręgu federalnym (stołecznym).